# Langues utupua-vanikoro
Les langues Utupua-Vanikoro constituent un des sous-groupes des langues océaniennes, au sein de la famille linguistique austronésienne. Parlées dans le sud-est des Salomon, dans les îles Santa Cruz, elles voisinent avec des langues polynésiennes et d'autres langues du groupe temotu.
Ces langues ont fait l'objet d'études scientifiques par les linguistes Darrell Tryon et Alexandre François.

## Classification

Les langues océaniennes. Les langues utupua-vanikoro sont entourées en violet foncé.

### Place parmi les langues océaniennes
Les langues utupua-vanikoro ont un temps été connues sous le nom de Eastern Outer Islands, et constituaient un groupe de premier niveau dans l'arbre océanien.
Plus récemment, on a proposé de les inclure au sein d'un groupe très hypothétique, dit temotu.

### Classification interne
Selon Lynch, Ross et Crowley, les langues Utupua-Vanikoro sont :
- famille Utupua :
  - nembao
  - asumboa
  - tanimbili

- famille Vanikoro
  - teanu (buma)
  - lovono (vano)
  - tanema

Seuls le nembao et le teanu ne sont pas des langues en voie de disparition.

## Sources
- (en) Alexandre François, « The languages of Vanikoro: Three lexicons and one grammar », dans Bethwyn Evans, Discovering history through language: Papers in honour of Malcolm Ross, Canberra, Australian National University, coll. « Pacific Linguistics 605 », 2009 (lire en ligne), p. 103-126.
- François, Alexandre (2021). Online Teanu–English dictionary, with equivalents in Lovono and Tanema. Electronic publication, open access. Paris: CNRS.

- (en) John Lynch, Malcolm Ross & Terry Crowley (2002). The Oceanic Languages, Curzon Language Family Series, Curzon Press, Richmond.  (ISBN 0-7007-1128-7)
- (en) Darrell Tryon, « Language contact and contact-induced language change in the Eastern Outer Islands, Solomon Islands », dans Darrell Tryon, Language contact and change in the Austronesian world, Berlin, Mouton de Gruyter, 1994, p. 611–648.